# کاپا (فرهنگ مردم)

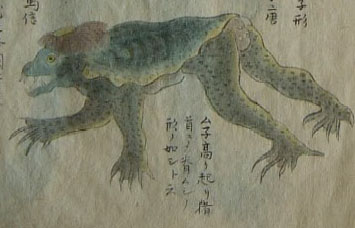
نقاشی کاپا

کاپّا (کانجی 河童 هیراگانا かっぱ، کاتاکانا カッパ) به معنی جن آب، جانور افسانه‌ای است. این جانور در فولکلور ژاپنی نوعی جن آب و خزندهٔ کامی است که به یوکای شباهت دارد. در دیانت شینتو کاپا خدائی از خدایان آب سویی‌جین 水神 به‌شمار می‌آید.

## شکل

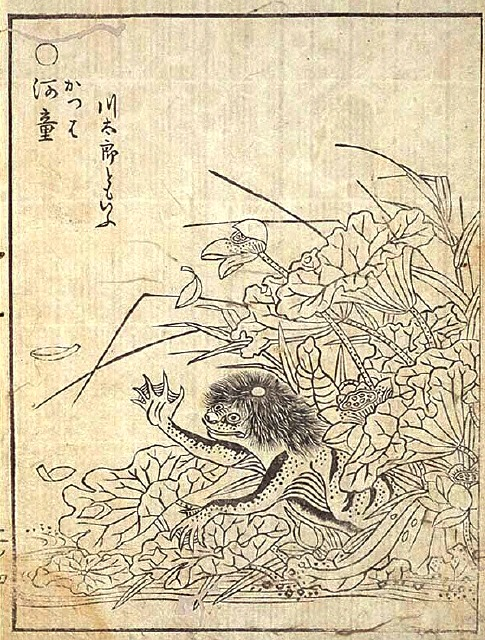
نقاشی کاپا از کتاب گازو هیاکی یاکو

بیشتر نقاشی‌ها و نمایش‌ها کاپا را به صورت جانوری در حجم کودک و دارای اندام شبیه آدمیزاد به تصویر می‌کشند، ولی اندامش به شکل میمون یا قورباغه نزدیک‌تر است. بعضی نقاشی‌ها صورت آن را شبیه به میمون، و بعضی آن را نوک‌دار شبیه لاک‌پشت، یا شبیه به مرغابی به تصویر می‌کشند. معمولاً  کاپا در نقاشی‌ها دارای کاسه‌ای کلفت (مانند کاسهٔ لاک‌پشت) و پوستی پولک‌دار می‌آید. رنگ پوست آن از سبز تا زرد تا آبی تغییر می‌یابد. 
کاپا ساکن تالاب‌ها و رودخانه‌های ژاپن است و دارای ویژگی‌های گوناگونی است که برای سکونت در آب کمکش می‌دهند، همانند دست و پای پرده‌دار. گاهی گفته می‌شود که کاپا مثل ماهی حس بوئیدن دارد، و البته می‌تواند مثل آن در آب شنا کند. 
برجسته‌ترین ویژگی کاپا تورفتگی پر از آب در سر اوست . این حفره را مویی کوتاه (مانند آرایش موی پسر بچه‌ها) احاطه می‌کند. راز نیروی عظیم کاپا در این آب موجود در حفرهٔ سر نهفته است، و هنگامی که کسی با کاپا مواجه می‌شود می‌تواند از این عیب استفاده کند. کاپا دارای حس لیاقت و سلیقهٔ عمیقی است، و بدین‌سان اگر کسی به او درود بگوید، وی ناچار به خم شدن ( شیوهٔ درود ژاپنی‌ها) می‌شود و آب موجود در حفره‌اش می‌ریزد، حتی در حالی که بداند که در نتیجه آن نیروی عظیمش را از دست خواهد داد. پس از ریختن آب، کاپا به صورتی ضعیف می‌شود که حتی ممکن است بمیرد. هرچند در داستان‌های دیگر آمده است که آب موجود در حفره برای این است که کاپا بتواند در خشکی حرکت کند، و هنگامی که آبش خشک می‌شود دیگر توانائی جنبش را از دست می‌دهد.

## رفتار و سلوک
کاپا آشوبگر بدجنسی است. شوخی‌هایش از شوخی‌های ساده گرفته (مانند اخراج باد شکم و بدن خانم‌ها را دیدن) تا رفتارهای جدّی و بسیار بد را شامل می‌شود (مانند دزدی محصولات، بچه دزدی کردن، یا تجاوز جنسی به زنان). در حقیقت، کودکان از محبوب‌ترین غذاهای کاپاهای پرخور هستند، و با خوردن آدم‌های بالغ هم مشکلی ندارند. آنها روده‌ها، خون و جگر طعمه‌شان را با مکیدن از راه سوراخ مقعد می‌خورند. 
تا امروز در بعضی از روستاها و شهرهای ژاپن تابلوهائی هشدار دهنده از خطر کاپا پیدا می‌شود. گفته می‌شود که کاپا از آتش می‌ترسد، و برای همین است که بعضی روستاها سالانه جشنی برپا می‌کنند که در آن از آتش‌بازی استفاده می‌کنند تا دیوها را برانند. 

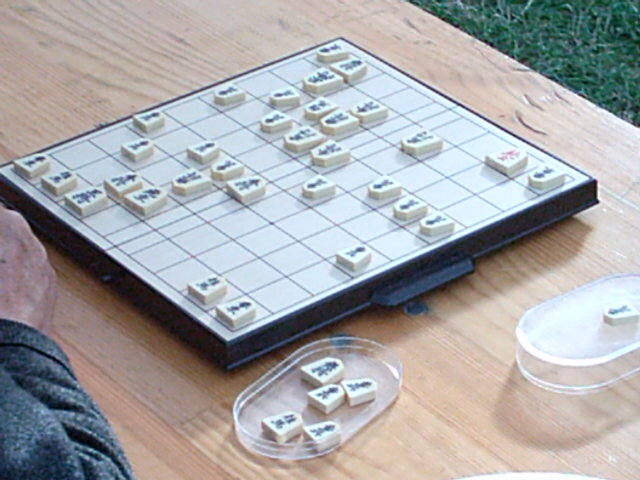
شوگی: شطرنج ژاپنی

اما کاپاها تماماً با انسان دشمن نیستند. آنها دربارهٔ تمدن بشری کنجکاو هستند و به آسانی با زبان ژاپنی سخن می‌گویند و آن را می‌فهمند. کاپاها گاهی اگر با کسی روبرو شوند، از وی طلب می‌کنند که سومو یا شطرنج ژاپنی با ایشان بازی کند. کاپا حتی ممکن است که با انسان دوست شود (البته در مقابل هدیه و به ویژه خیار ! محبوب‌ترین خوراک پس از کودکان!). بعضی اوقات قبل از شنا در رودخانه‌ها و دریاچه‌ها، والدین نام خود و فرزندانشان را بر خیار می‌نویسند و آن را در آب می‌اندازند تا کاپاها آرام شوند و آنان در آب ایمن باشند.
پس از دوست شدن با کاپا، وی در کارهای زیادی آدمیزاد را کمک می‌دهد، مانند آبیاری زمین. علاوه بر آن، کاپاها در پزشکی بسیار دانا هستند و حتی گفته می‌شود که آنها شکسته‌بندی استخوان را به آدمیزاد یاد دادند. به علت این کردارهای نیک، بعضی معابد برای عبادت بخصوص کاپاهای مفید پیدا می‌شود. اضافه بر آن، کاپا را می‌توان برای کمک گول زد. به علت حس لیاقت و سلیقهٔ عمیقی که کاپا دارد، اگر کسی توانست از وی قول بگیرد که کمکش دهد، کاپا سوگند و قولش را نخواهد شکست و ناچار به وعده‌اش عمل خواهد کرد.

## در ادبیات
1. ریونوسوکه آکوتاکاوا داستانی به نام کاپا نوشته است که درباره این جانور و به صورت فلسفی است.